# Milton, Vermont

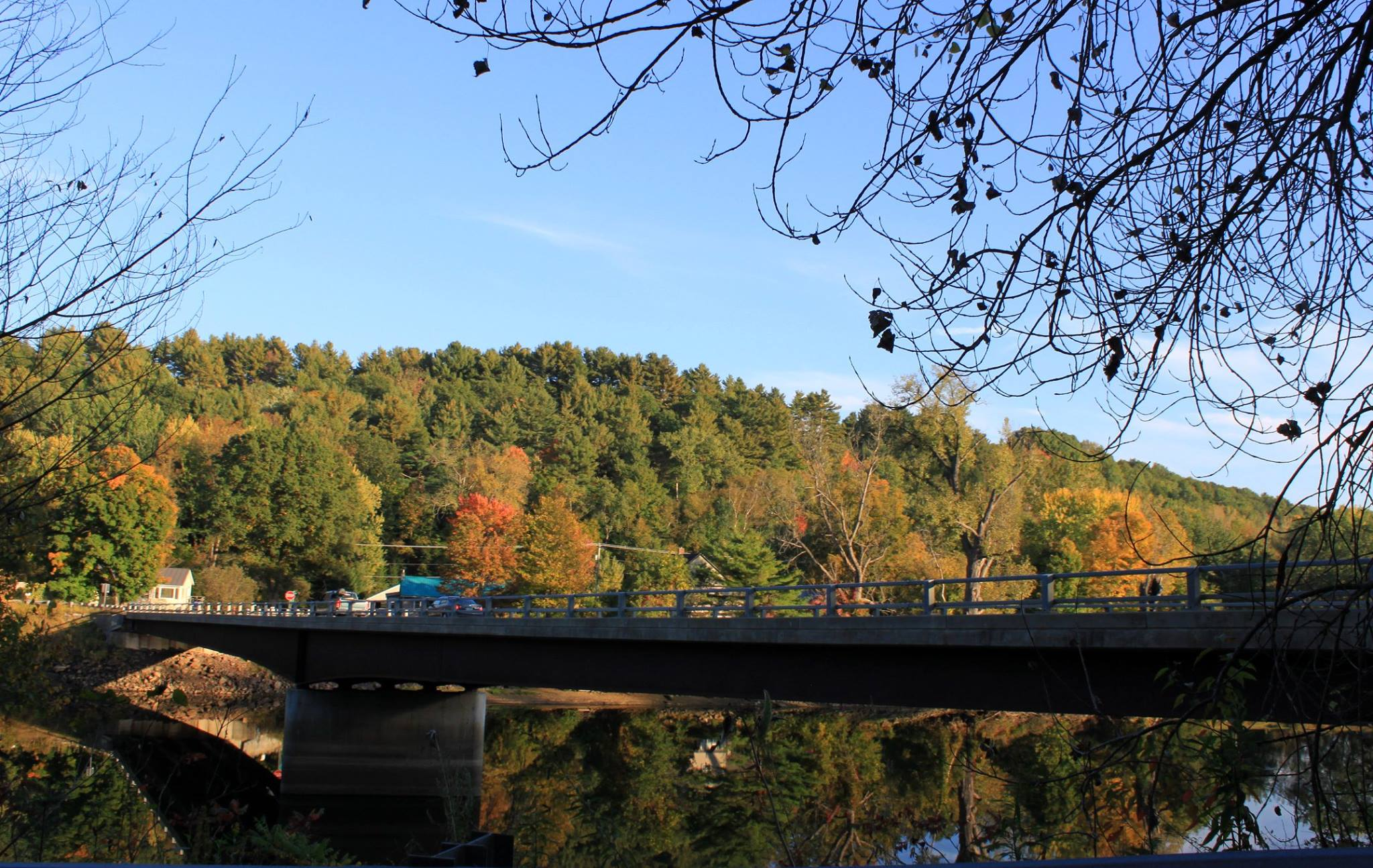
Västra Miltons bro över Lamoillefloden med vägen Highway 40.

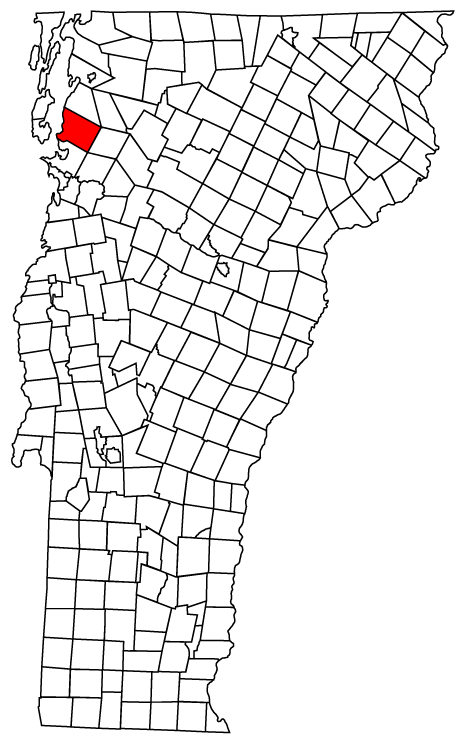
Karta över Vermont med Milton utmärkt med röd färg.

Milton är en kommun (town) i Chittenden County i delstaten Vermont i USA. Vid folkräkningen år 2000 bodde 9 479 personer på orten. Den har enligt United States Census Bureau en area på totalt 157,7 km² varav 24,4 km² är vatten. 